# Crocidium pachycerum
Crocidium pachycerum är en tvåvingeart som beskrevs av Hesse 1963. Crocidium pachycerum ingår i släktet Crocidium och familjen svävflugor. Inga underarter finns listade i Catalogue of Life.